# Вулиця Тищика (Умань)
Ву́лиця Тищика — вулиця в Умані.

## Розташування
Починається від перехрестя з вулицями Успенською, Пролетарська та Максима Залізняка. Простягається з заходу на схід.

## Опис
Вулиця неширока, по 1 смузі руху в кожен бік, асфальтована. Бере початок на перехресті з вулицями Успенською, Пролетарською та Максима Залізняка, перехрещується з вулицями Горького, Грушевського, Європейською, Новософіївською, Шевченка та Васильківською.

## Походження назви
Вулиця названа на честь героя Радянського Союзу Тищика Євгенія Костянтиновича.

## Будівлі

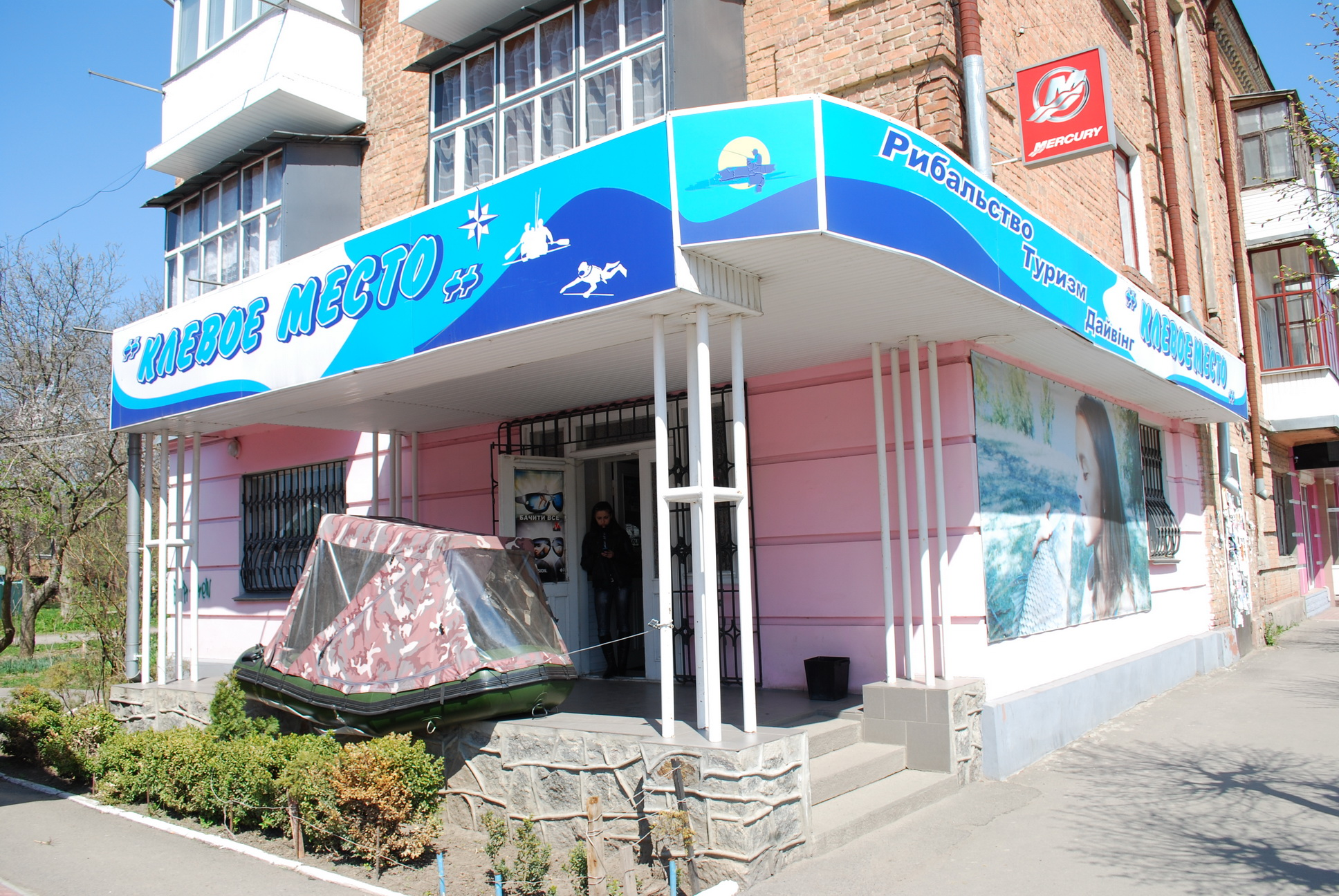

По вулиці розташовані багатоповерхові житлові будинки (в т.ч. дев'ятиповерхові), магазини: "Дюна", "Контакт", автомобільні магазини, продуктовий магазин "Делікат", "Меблі", ""Вігрос", "ДЦ", "Стандарт будівельний" та інші. Також по вулиці розташовані: критий ринок (колишній Універсам №1), ринок "Дубки", база "Байс", а також кавярні, кафе "Сага", салон-магазин "Оптика" та ряд інших.
Ночной клуб "САГА" в г. Умань saga-club.at.ua [Архівовано 18 червня 2013 у Wayback Machine.]
| Умань | Це незавершена стаття про Умань. Ви можете допомогти проєкту, виправивши або дописавши її. |